# Giorgos Tzavellas
Giorgos Tzavellas, auch bekannt als George Tzavellas, Georges Tzavellas, Yiorgos Tzavellas oder Yorgos Javellas (griechisch Γιώργος Τζαβέλλας, * 1916 in Athen; † 18. Oktober 1976), war ein griechischer Filmregisseur, Drehbuch- und Theaterautor, Schauspieler und Filmproduzent.

## Leben
Giorgos Tzavellas schrieb 26 Theaterstücke, die er zum Teil zu Drehbüchern verarbeitete (darunter Asterismos tis parthenou). Die Drehbücher zu allen seinen Filmen schrieb er selbst.
Giorgos Tzavellas gilt neben Michael Cacoyannis und Nikos Koundouros als einer der bedeutendsten griechischen Filmregisseure der Nachkriegszeit. 1964 war er Mitglied der internationalen Jury der Berlinale.

## Filmografie (Auswahl)
- 1944: Chirokrotimata (Χειροκροτήματα, Regie und Drehbuch)
- 1948: Marinos Kondaras (Μαρίνος Κονταράς, Regie und Drehbuch)
- 1950: O methystakas (Ο μεθύστακας, Regie und Drehbuch)
- 1952: O grousouzis (Ο γρουσούζης, Regie und Drehbuch)
- 1952: I Agni tou limaniou (Η Αγνή του λιμανιού, Regie und Drehbuch)
- 1953: To Soferaki (Το Σοφεράκι, Regie und Drehbuch)
- 1955: I kalpiki lira (Η κάλπικη λίρα, Regie und Drehbuch)
- 1956: O ziliarogatos (Ο ζηλιαρόγατος, Regie und Drehbuch)
- 1958: Mia zoi tin echoume (Μια ζωή την έχουμε, Regie und Drehbuch)
- 1961: Antigone (Αντιγόνη, Regie und Drehbuch)
- 1965: I de gyni na fovite ton andra (Η δε γυνή να φοβήται τον άνδρα, Regie und Drehbuch)
- 1973: Asterismos tis parthenou (Αστερισμός της παρθένου, Drehbuch)